# Yohai Ben Nun
Yohai Ben-Nun (hébreu : יוחאי בן-נון), né le 17 décembre 1924 à Haïfa en Palestine, mort le 6 juin 1994, est un militaire israélien. Il a été le sixième commandant de la marine israélienne. Lors de la bataille d'El-Magdel en 1948, lors d'une opération visant le navire amiral égyptien, il coule un dragueur de mines de la marine égyptienne avec un canot remplit d'explosifs. Il fonde le Shayetet 13 en 1949.